# 普里耶
普里耶（法語：Priez，法語發音：[pʁije]）是法国上法蘭西大區埃纳省的一个市镇，位于该省南部，属于蒂耶里堡区。

## 地理
普里耶（49°8'13"N, 3°15'46"E）面积4.93 平方千米，位于法国上法蘭西大區埃纳省，该省份为法国北部内陆省份，北起北部省，西接索姆省和瓦兹省，东临阿登省和马恩省，西南至塞纳-马恩省，东北部与比利时接壤。
与普里耶接壤的市镇（或旧市镇、城区）包括：库尔尚、欧特韦讷、莫讷、蒙捷、讷伊圣弗龙、索默朗。

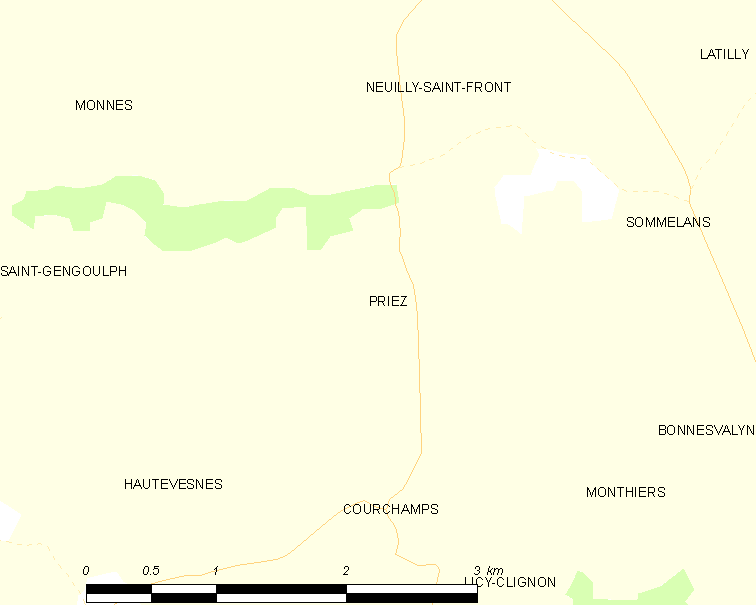
普里耶的OSM定位图

普里耶的时区为UTC+01:00、UTC+02:00（夏令时）。

## 行政
普里耶的邮政编码为02470，INSEE市镇编码为02622。

## 政治
普里耶所属的省级选区为维莱科特雷县。

## 人口

1962-2008年间普里耶人口变化图示

普里耶于2022年1月1日时的人口数量为58人。